# Geschiedenis van Finland

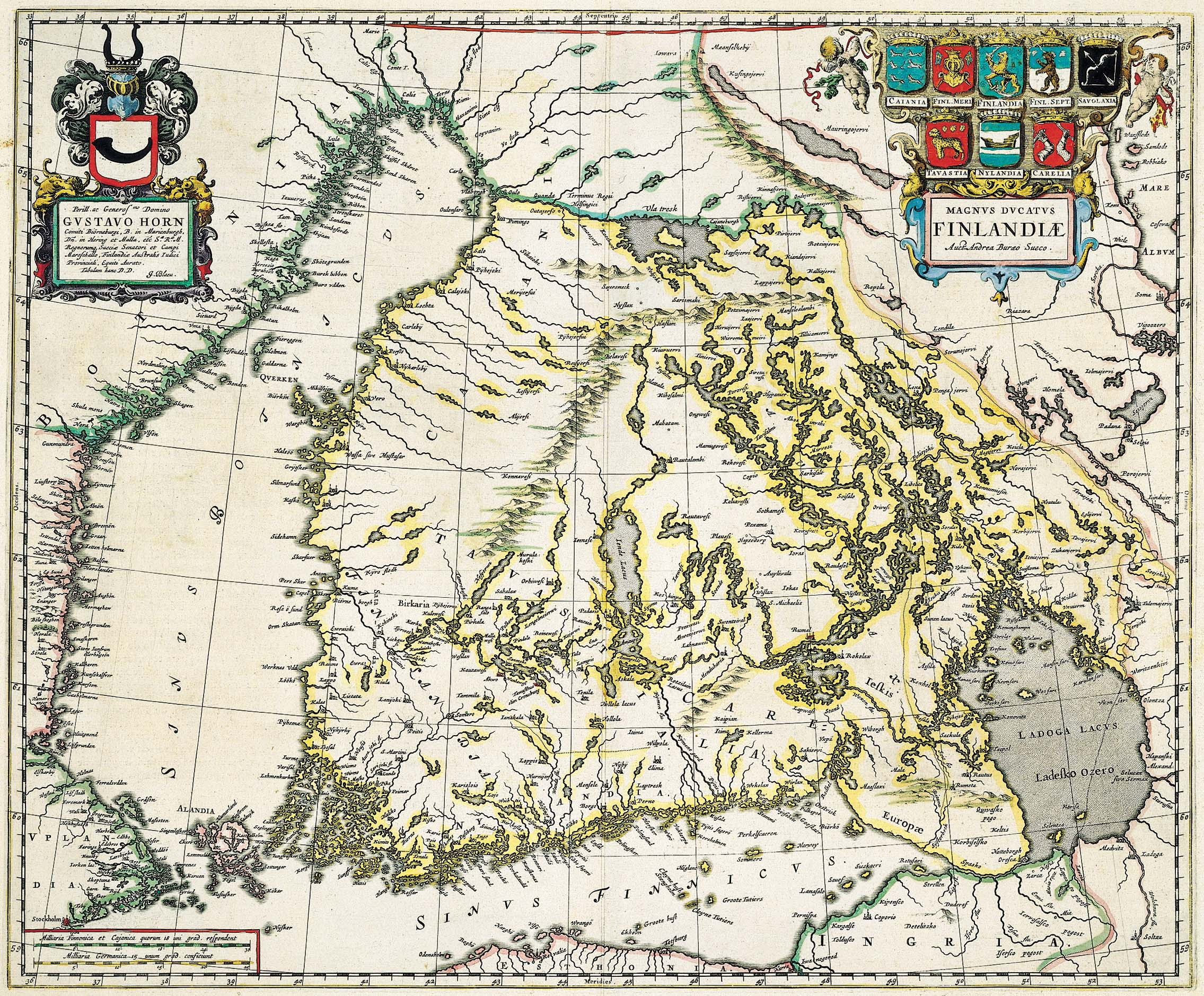
Groothertogdom Finland in 1662

Dit artikel behandelt de geschiedenis van Finland.

## Prehistorie

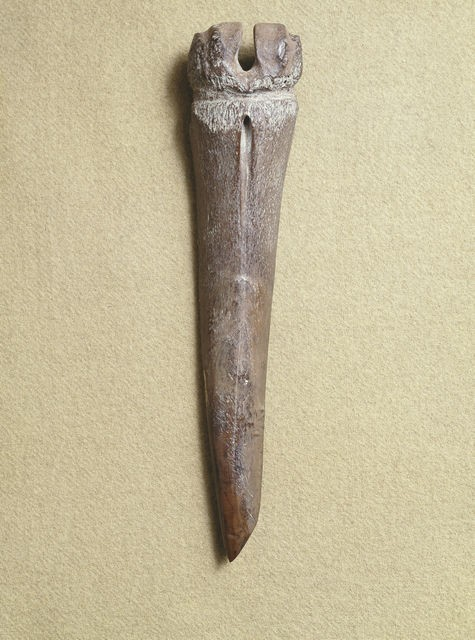
Benen mes uit 6500 v.Chr. om gaten in ijs te snijden om te vissen

Het gebied van het huidige Finland werd bevolkt na het einde van de laatste IJstijd. De eerste bewijzen voor permanente bewoning worden gerekend tot de mesolithische Suomusjärvicultuur, en dateren van ca. 8500 v.Chr. Van ±4200 tot ±2000 v.Chr werd het door jager-verzamelaars van de subneolithische Sperringcultuur bewoond. 
Tijdens de bronstijd was Zuid-Finland deel van de Noordse bronstijd. 
De Romeinse geschiedschrijver Tacitus maakt melding van de Fenni, een volk in het noorden van Finland, waarmee hij waarschijnlijk de Saami bedoelde.
De ijzertijd in Finland liep van ongeveer 500 v.Chr. tot ongeveer 1200 n.Chr., toen de Zweedse verovering van het land werd voltooid en de geschreven geschiedenis begon. Alle kennis van de Finse geschiedenis vóór de komst van de Zweden is alleen bekend door archeologische opgravingen en een paar verslagen van buitenstaanders in die tijd.
De drie belangrijkste dialecten van de Finse talen, gewoon Fins, Tavastisch en Karelisch, zijn waarschijnlijk ontstaan na immigratie uit het gebied van het huidige Estland in de laatste eeuw voor Christus. Archeologische vondsten van de Åland-eilanden uit die periode hebben een duidelijker Zweeds karakter dan in de rest van het land.
De vroegste vondsten van geïmporteerde ijzeren messen en lokaal bewerkte ijzeren voorwerpen dateren van de vijfde eeuw v.Chr. Vanaf ongeveer 50 v.Chr. zijn er aanwijzingen voor een intensievere uitwisseling van goederen uit kustgebieden met gebieden in het binnenland. De inwoners ruilden hun lokale producten, waarschijnlijk voorwerpen zoals bont voor wapens en sieraden, met mensen uit de Baltische staten en Scandinavië, maar ook met mensen die langs de oorspronkelijke oostelijke handelsroutes woonden. Het bestaan van graven met veel speciale voorwerpen, vooral wapens, suggereert dat er een heersende groep stamhoofden was in het zuiden en westen van het land

## Onder Zweeds bestuur
De recente Finse geschiedenis is nauw verbonden met vooral Zweden en Rusland. Finland was een deel van het Zweedse koninkrijk van 1249 (de Tweede Zweedse kruistocht) tot 1809. 
Agricola, een medewerker van Maarten Luther, was rector van Turku, een functie hij 9 jaar lang bekleedde. In die tijd publiceerde hij in het Fins een ABC, een catechismus en een gebedenboek met een kalenderium, verzen, vertaalde stukken van de Bijbel en van de kerkvaders. Hij vertaalde ook het Nieuwe Testament, dat in 1548 verscheen, de Psalmen en enkele profeten (1551-1552), waarmee hij niet alleen de Finse Reformatie gaf grond om op te staan, maar creëerde de Finse geschreven taal zelf. In het voorwoord van de vertaling van de Psalmen staat een gedicht over de afgoden van de oude Finnen, dat verschillende interessante stukjes informatie bevat die nergens anders bekend zijn. In 1548 werd hij assistent van de oude bisschop Skytte en na diens dood in 1550 regeerde hij het bisdom als vicaris tot hij in 1554 bisschop van Turku werd.
Finnen speelden een belangrijke rol in het Zweedse leger tijdens de Dertigjarige Oorlog. De Finse ruiters werden gewaardeerd als uitstekende cavaleristen, maar de Finnen in de infanterie werden soms gebruikt als soldaten die men kon opofferen, als kanonnenvoer.
De hoge belastingdruk, de langdurige oorlogen en het koude klimaat van de Kleine IJstijd zorgden er voor dat de 17e eeuw, waarin Zweden een grootmacht was, een sombere periode werd voor de Finse boeren. In 1655-60 woedden de Noordse oorlogen en Finse soldaten vochten voor Zweden op slagvelden in Lijfland, Polen en Denemarken. In Midden- en Oost-Finland werden grote hoeveelheden teer geproduceerd voor de export. De Europese naties hadden dit materiaal nodig voor het onderhoud van hun vloten.
Door de Grote Noordse Oorlog tussen Zweden en Rusland verloor Zweden haar status van grote mogendheid. Tijdens de oorlog werd Finland door de Russen bezet en geteisterd door hongersnood en pest. Bij de Vrede van Nystad in 1721 kwam bijna heel Finland weer onder Zweeds bestuur, behalve het zuidoosten. De eerste krant die in het Fins werd gedrukt, verscheen in 1776. Henrik Gabriel Porthan, die aan de Academie van Turku doceerde, was de eerste die de Finse cultuur en geschiedenis bestudeerde.

## Onder Russisch bestuur
In 1809 veroverde het Russische Rijk Finland, met een personele unie tot gevolg tussen de twee landen onder de naam grootvorstendom Finland (Magnus Ducatus Finlandia) met de Landdag van Porvoo. Nadat in dat jaar de Vrede van Fredrikshamn was getekend, was het land tot 1917 sterk verbonden met het keizerrijk Rusland. De tsaar van Rusland was grootvorst van Finland, dat een eigen grondwet en regering bezat. 
Na de Russische nederlaag in de Eerste Wereldoorlog brak de Februarirevolutie uit en verklaarde Finland zich eenzijdig onafhankelijk op 6 december 1917. De onafhankelijkheid werd door Rusland erkend op 4 januari 1918.

## Onafhankelijke Finland
Na de onafhankelijkheidsverklaring volgde de bloedige Finse Burgeroorlog tussen 'Roden' (punaiset) en 'Witten' (valkoiset), waarbij de laatsten onder leiding van generaal Mannerheim wonnen en de Finse Socialistische Arbeiders Republiek ophieven. Hierna werd Finland op 9 oktober 1918 tot koninkrijk uitgeroepen met een Duitse prins Väinö I (Frederik Karel van Hessen-Kassel, een Duitse prins en zwager van keizer Wilhelm II van Duitsland) als koning (titel). 
De Duitse nederlaag, diplomatieke druk van Frankrijk en de afschaffing van de Duitse monarchie betekenden het einde van het monarchale experiment in Finland. Prins Frederik werd nooit tot koning gekroond, hij bezocht Finland zelfs nooit en trad op 14 december 1918 af. Op deze manier werd Finland een onafhankelijke republiek, met als eerste president Kaarlo Juho Ståhlberg.
Op 14 oktober 1920 werd in Tartu (Estland) de Vrede van Tartu gesloten met de Sovjet-Unie. Daarin zag Finland af van vroegere aanspraken op gebieden met een bevolking van Finse origine (Aunus, Noord-Ingermanland en Oost-Karelië) en verkreeg het met Petsjenga (Fins: Petsamo) een haven aan de Barentszzee. 
Door nationalisme dat was ontstaan na de burgeroorlog ontstond in 1929 de fascistische Finse Lapua-beweging, die aanvankelijk veel aanhang verwierf onder de anticommunistische bevolking. De Mäntsälä-opstand (Fins : Mäntsälän kapina) was een mislukte staatsgreep, uitgevoerd door de Lapua-beweging en militair personeel van de Witte Garde om de Finse regering omver te werpen. Het conflict duurde van 27 februari tot 2 maart 1932. Na de mislukte opstand in Mäntsälä van 1932 werden de leiders opgesloten en de beweging verboden.

## Tweede Wereldoorlog

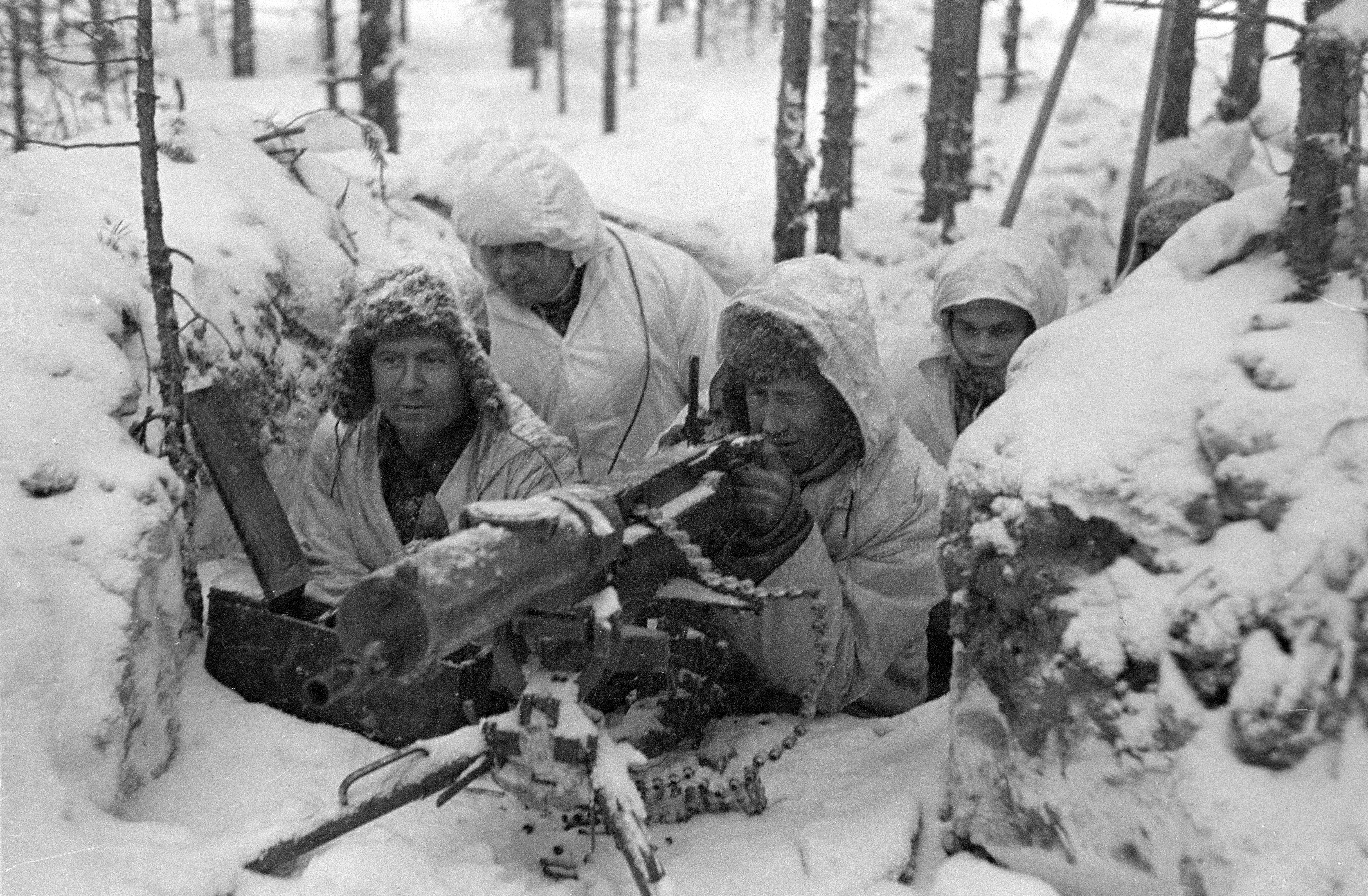
Finse soldaten in de Winteroorlog

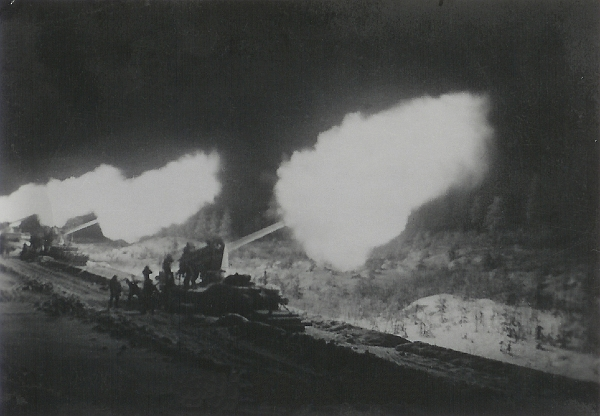
Finse artillerie vuurt 's nachts tijdens de Vervolgoorlog

In de winter van 1939-1940 brak de Winteroorlog (Talvisota) met de Sovjet-Unie uit. 
Dit begon met een diplomatiek geschil. De Sovjet-Unie eiste een aantal eilanden pal voor de marinehaven Kronstadt bij Leningrad en een stuk van Karelië, grotendeels door etnische Russen bewoond. Als argumenten voerde Stalin aan dat kanonnen vanuit die gebieden onverhoeds respectievelijk de marinehaven en Leningrad konden bestoken. Schijnbaar vreesde Stalin een Duitse bezetting van die gebieden, want hij eiste ook dat Finland de ver van de Sovjet-Unie gelegen Ålandseilanden tegen een buitenlandse inval in verdediging zou brengen; die eilanden mochten volgens een verdrag met Zweden echter niet verdedigd worden en Zweden protesteerde dan ook tegen deze eis. In ruil bood Stalin een stuk grondgebied met een twee keer zo grote oppervlakte ten noorden van het Ladogameer, dat grotendeels door etnische Finnen bewoond werd. 
Finland vond de verwerving van het gebied ten noorden van het Ladogameer wel interessant en verwierp daarom de eisen van de Sovjet-Unie niet meteen, maar wilde na enige dagen toch liever de verdedigingslinie met forten op Fins grondgebied, de zogenaamde Mannerheim-linie, houden. De Sovjets namen dit niet en eisten ter plekke dat de Finnen zich 25 kilometer van de grens zouden terugtrekken. De Finnen gingen akkoord, maar eisten hetzelfde van de Sovjet-Unie, wat niet kon omdat Leningrad dan niet langer verdedigd zou zijn. 
Er was een grensincident waarbij zeven granaten op een Russische legerbasis vielen en enkele militairen doodden. Finland ontkende onmiddellijk betrokkenheid en bood aan een onderzoekscommissie in te stellen; de Sovjet-Unie viel echter al de volgende dag Finland binnen. Ondanks de ongelijke krachtsverhouding slaagde Finland erin om de Russische aanval af te slaan en onafhankelijkheid te bewaren. Wel namen de Sovjettroepen Finse grensgebieden in.
Finland ging een bondgenootschap aan met Nazi-Duitsland en nam deel aan Operatie Silberfuchs en heroverde de verloren gegane gebieden op de Sovjets in de zogenaamde Vervolgoorlog (Jatkosota). Op 5 september 1944 sloot Finland vrede met de Sovjet-Unie, waarbij de Finnen hun industriële hart moesten afstaan met Fins-Karelië en de tweede stad van Finland, Viipuri (nu Vyborg), dat wil zeggen ongeveer een achtste van hun grondgebied, en waarbij de Sovjet-Unie de beschikking kreeg over de ijsvrije haven Petsamo (nu Petsjenga) aan de Noordelijke IJszee. Ook moesten herstelbetalingen gebeuren in de vorm van industriële goederen. Hoewel de Vervolgoorlog met ingrijpende vredesvoorwaarden werd afgesloten kon Finland de onafhankelijkheid bewaren. Na het verlies van Fins-Karelië besloot Finland om een achtste van haar bevolking te verhuizen. De Sovjet-Unie bevolkte dit gebied met mensen uit onder meer de Oekraïense SSR. Tijdens de Winteroorlog, Vervolgoorlog en de periode na de Tweede Wereldoorlog werden ongeveer 70.000 kinderen geëvacueerd naar andere landen. Deze Finse oorlogskinderen werden vooral naar Zweden gestuurd om de situatie voor hun ouders makkelijker te maken die waren uitgestuurd om huizen te herbouwen in Karelië toen dat net was heroverd.
Van 1944 tot 1945 wisselde Finland van kamp en vocht de Laplandoorlog tegen Duitsland om hen uit het noorden van het land te verdrijven.

## Naoorlogse geschiedenis
Na de verloren oorlog zagen de Finse politici in dat de prioriteit van de buitenlandse politiek moest liggen in de Russische acceptatie van Finlands onafhankelijkheid. In de herfst van 1944 stelde Mannerheim de basis vast van wat positie van Finland ten opzichte van de Sovjet-Unie zou worden. De voornaamste premisse in zijn gedachtegoed was dat Finland de Sovjet-Unie moest overtuigen dat het absoluut geen bedreiging vormde voor de veiligheid van de USSR.
De definitieve vrede werd getekend met de Vrede van Parijs in 1947. De jaren tussen 1944 en 1947 waren riskante jaren voor Finland. De Koude Oorlog begon en de Sovjet-Unie verstevigde haar greep op wat haar Oost-Europese satellietstaten zouden worden. Voor Finland was het dus van het grootste belang om duidelijk te maken dat een niet-communistisch Finland geen bedreiging vormde voor de Sovjet-Unie zodat hun voortbestaan gegarandeerd zou zijn.
De regering van president Paasikivi – Mannerheim trad in 1946 af wegens zijn sterk verslechterde gezondheid - moest in grote lijnen die voorwaarden slikken die Finland in 1939 onacceptabel achtte en waarmee de oorlog ooit begonnen was. De machtsverhoudingen lagen nu sowieso anders sinds Finland zich in de Tweede Wereldoorlog aan de zijde van Nazi-Duitsland had geschaard. Bij het akkoord in Parijs werd Finland duidelijk in de hoek van de verliezers geplaatst.
Finland werd tot de verliezers gerekend en moest eisen van de USSR slikken, maar wel was er duidelijkheid geschapen. Voor wat betreft de andere Geallieerde landen mocht Finland onafhankelijk blijven en op termijn lid worden van de Verenigde Naties. Hoewel de regering-Paasikivi de Finse positie nu door de Geallieerden erkend wist, moest de relatie met de Sovjet-Unie nog helder geformuleerd worden. De afloop van de oorlog had niets aan duidelijkheid te wensen overgelaten over de machtsverhouding tussen Finland en de Sovjet-Unie. In april 1948 werden de betrekkingen tussen Finland en de Sovjet-Unie geregeld in het Verdrag van Vriendschap, Samenwerking en Wederzijdse Steun, een verdrag dat tot stand kwam op uitdrukkelijk verzoek van de Sovjet-Unie die de eigen veiligheid nog wat steviger wilde verankeren nu de Koude Oorlog echt begonnen was. Het Verdrag was gebaseerd op het concept dat in 1944 door Mannerheim geschreven was als bilateraal vredesvoorstel en de voornaamste clausule was gericht op de Finse garantie dat er geen aanval op de Sovjet-Unie zou plaatsvinden via Finse bodem. Naast deze voor de Sovjet-Unie onmisbare eis slaagde Paasikivi er ook in de ongebonden positie van Finland in het Verdrag op te laten nemen.
Weliswaar was ook de wederzijdse erkenning van soevereiniteit in het Verdrag opgenomen, er was ook een riskante clausule aanwezig die de Sovjet-Unie de mogelijkheid bood de Finse veiligheidssituatie zodanig in te schatten dat het ongevraagd 'hulp' aanbood. De verdragstekst is hierdoor op te vatten als een ‘bondgenootschap onder voorbehoud’, waarbij de machtigste partij altijd in het voordeel zou zijn.
Paasikivi, die politiek geschoold was in de "jaren van onderdrukking" rond de eeuwwisseling, was net als Mannerheim een voorstander van het idee dat Finland de Sovjet-Unie te vriend moest houden door meegaandheid te tonen. Alleen door de Sovjet-Unie goedgezind te houden kon Finland zelfstandig blijven – zo weigerde het, net als de echte satellietstaten van de USSR, Marshallhulp te aanvaarden. Door deze meegaandheid, gecombineerd met de eerdere vastberadenheid op het slagveld, ging de leiding van de Sovjet-Unie ervan uit dat het niet nodig (en te kostbaar) was om van Finland een communistische staat te maken omdat ze toch wel braaf gehoor gaven aan de wensen van de Sovjet-Unie. Aan de andere kant moest Finland wel een geloofwaardige defensie op de been houden om enerzijds te voorkomen dat de USSR te snel haar hulp aan zou bieden en anderzijds diezelfde USSR ervan te weerhouden al te gemakkelijk Finland binnen te vallen.
Daarmee volgde Paasikivi's beleid de lijnen van het "loyaal separatisme" dat halverwege de negentiende eeuw door Snellman uiteengezet was. Door voor een groot deel mee te gaan in de eisen die de Sovjet-Unie stelde, kon Finland voorkomen dat het echt onder heerschappij van de Sovjet-Unie kwam. In het licht van de Koude Oorlog en de cynische machtspolitiek die Stalin voerde, was dit wellicht een verstandige beleidsoptie. Zo kon Finland door de neutraliteitsclausule in het Verdrag van Vriendschap, Samenwerking en Wederzijdse Steun uit het Warschaupact blijven. Wel had dit tot - het enigszins bizarre - gevolg dat Finland binnenlands geen noemenswaardige communistische beweging kende, terwijl het Finse buitenlandbeleid vorm kreeg tegen de achtergrond van het beleid van de communistische leidersstaat de Sovjet-Unie.
In internationaal opzicht stond Finland aan het eind van de jaren veertig alleen. Scandinavische samenwerking mocht niet van de Sovjet-Unie en paste na de toetreding van Noorwegen en Denemarken tot de NAVO ook niet meer in het beleid van Paasikivi.
In 1955 verbeterde Finlands positie doordat de Sovjetbasis in Porkkala ontruimd werd en het land ook lid werd tot de Verenigde Naties. Heel voorzichtig probeerde het een koers te varen die het land losweekte van de USSR, zonder de machtige buur echter tegen de haren in te strijken. Een verdere autonomie van de Finse positie werd bereikt met de toetreding van Finland tot de Noordse Raad in 1956. Deze raad, die in 1952 door Denemarken, Noorwegen en Zweden opgericht was, bood de Finse regering de mogelijkheid zich te profileren in een westerse, niet-communistische, context die tegelijkertijd geen risico's voor de veiligheidspositie van de Sovjet-Unie vormde. De Noordse Raad versoepelde de interne douanecontrole en maakte het makkelijker om in een andere lidstaat te studeren. Lidmaatschap was voor Finland belangrijk omdat het zich nu in een samenwerkingsverband met andere westerse landen kon begeven, waarvan er twee lid waren van de NAVO. De positie van het evenzogoed neutrale, maar onafhankelijker, Zweden was hiervoor onontbeerlijk. De deelname van dit land maakte dat de samenwerking niet direct in de gepolariseerde verhouding tussen NAVO en Warschaupact werd geplaatst.
Een verdere verzelfstandiging van het buitenlandbeleid werd bereikt in 1961 met het lidmaatschap van de Europese Vrijhandels Associatie, een samenwerkingsverband van Europese staten die geen lid waren van de toenmalige Europese Gemeenschap. Deze beperkte samenwerking plaatste Finland duidelijker in het Westen maar doordat lidmaatschap van deze organisatie niet erg ingrijpend was, had de Sovjet-Unie er geen problemen mee.
Desondanks bleef het Finse buitenlandbeleid sterk georiënteerd op de Sovjet-Unie. Nog in 1961 leidde dit tot een crisis toen, als gevolg van de Berlijncrisis, de Sovjet-Unie, in overeenstemming met het Verdrag van Vriendschap, Samenwerking en Wederzijdse Steun, steun aan Finland "aanbood". Pas na een bezoek van de Finse president Kekkonen aan Nikita Chroesjtsjov kon de laatste overtuigd worden van de Finse vastbeslotenheid de eigen neutraliteit te handhaven.
Ogenschijnlijk was de Paasikivi-Kekkonenlijn van Paasikivi en zijn opvolger Kekkonen, die van 1956 tot 1981 president van Finland was, succesvol. Ze slaagden erin Finland uit het Warschaupact te houden, een vrijemarkteconomie te handhaven en konden Finland lid maken van een "westerse" organisatie als de Europese Vrijhandels Associatie (EVA). Finland was dus geen satellietstaat van de Sovjet-Unie. Dit succes had echter wel een prijs. Om de USSR tevreden te houden moest Finland voortdurend opletten. Dit beleid werd zelfs zo exemplarisch voor Finland geacht dat neutralisten in West-Europese landen meegaandheid met de Sovjet-Unie met behoud van een sociale markteconomie en een vrije parlementaire democratie als finlandisering voorstelden.
De Finse meegaandheid ging inderdaad erg ver, zij beperkte zich niet tot de Finse politiek maar reikte ook tot in de pers waar met grote terughoudendheid over de USSR bericht werd. Kritiek op het beleid van de USSR werd niet op prijs gesteld. Dit kwam duidelijk aan de oppervlakte in de jaren zestig en zeventig toen ook in Finland het buitenlandse beleid van de VS (met name de Vietnamoorlog) op veel protest kon rekenen, terwijl de Sovjet-Unie welwillender behandeld werd ook al voerde ook zij een agressieve politiek. Verwonderlijk is deze tweedeling in Finland niet. De angst dat de Sovjet-Unie toch nog ooit eens Finland binnen zou vallen bleef altijd aanwezig, het was dan ook handiger kritiek uit te oefenen op het verre Amerika dan de grote buur lastig te vallen. De in deze tijd ontstane anti-Amerikaanse houding heeft nog steeds haar weerslag op het huidige beleid omdat veel van de huidige bewindspersonen in die tijd hun eerste stappen op het politieke toneel zetten.
Ondertussen wist Finland door zijn meegaande beleid wel totale onderwerping aan de Sovjet-Unie te voorkomen. De oprichting van de OVSE als gevolg van de Helsinki-akkoorden die in 1975 door de meeste Europese landen, de VS en de USSR plaatsvond, was voor Finland een belangrijke gebeurtenis. Naast het feit dat in de stichtingsakte de wens verwoord werd dat Oost en West vreedzaam naast elkaar zouden bestaan – essentieel voor de Finse wens buiten hun conflict gehouden te worden, kon Finland nu ook als podium fungeren waar de leiders van beide zijden van het Koude Oorlogconflict elkaar konden ontmoeten. Voor het oog van een buitenstaander gaf dit aan, en dat was ook het streven van Kekkonen, dat Finland inderdaad tot geen van beide kampen behoorde. Echter, de conferentie kon alleen plaatsvinden doordat de leiders van de Sovjet-Unie een dergelijke conferentie opportuun achtten.
In de loop der jaren was Finland erin geslaagd min of meer onafhankelijk van de Sovjet-Unie te blijven, de grote rode buur bleef echter altijd op de loer liggen. Finland deed dan ook niet, zoals aan de hand van het Verdrag van Vriendschap, Samenwerking en Wederzijdse Steun mogelijk was, afstand van zijn defensie om op het Rode Leger te vertrouwen. De wederzijdse steungarantie was juist het heikelste punt in de relatie tussen Finland en de USSR. Finland deed er alles aan om die clausule niet in werking te doen treden en hield dus een groot leger op de been terwijl het anderzijds in het buitenlandbeleid de Sovjet-Unie te vriend probeerde te houden. Het handhaven van een defensie die in staat was zelfstandig de Finse territoriale integriteit te garanderen was dus een constante factor op de achtergrond bij het Finse buitenlandbeleid. Door het Verdrag met de USSR kon Finland geen ander bondgenootschap aangaan waardoor het paradoxaal genoeg in een halfbakken bondgenootschap zat met het land waar het het meest van te vrezen had. In deze precaire situatie zat er voor Finland weinig anders op dan meegaand maar onafhankelijk de Sovjet-Unie te volgen. Neutraliteitspolitiek gecombineerd met een leger dat sterk genoeg was om eigenhandig de Sovjet-Unie een flinke prijs te laten betalen mocht het Finland toch binnenvallen, was daarom in de ogen van de meeste politici de enige optie. De Finse neutraliteitspolitiek was in de gegeven omstandigheden het beste middel om onafhankelijkheid te waarborgen.
Hoewel dit beleid niet altijd even fraai was, Finland werd in het westen gezien als een meeloper van de Sovjet-Unie, had het wel het beoogde doel: het handhaven van de onafhankelijkheid van Finland. Toen, na de val van de Muur in 1989, in 1991 ook de Sovjet-Unie uiteenviel, was de Finse afhankelijkheid van zijn grote oosterbuur in luttele jaren goeddeels weggevallen. Finland moest zich, na een muurvaste buitenlandpolitiek van ruim veertig jaar, gaan beraden op een nieuwe koers in de wereld. Na het uiteenvallen van de Sovjet-Unie in 1991 kwam Finland in een economische crisis terecht. Op 18 april 2017 werd de Aalto-2 gelanceerd, de eerste Finse satelliet die in een baan om de aarde werd gebracht.
Na de Russische invasie van Oekraïne sinds 2022 trad Finland in 2023 toe tot de NAVO.
Finland bouwt een hek van 1340 km op de grens met Rusland en dit kost 380 miljoen euro.

## Toetreding tot de Europese Unie en de NAVO
In 1995 werd Finland lid van de Europese Unie en in 2002 werd de Finse mark ingeruild voor de euro. Finland werd lid van de Noord-Atlantische Verdragsorganisatie (NAVO) op 4 april 2023.